# Вероника ненастоящая
Веро́ника ненастоя́щая, или Вероника ло́жная, или Вероника мете́льчатая (лат. Verónica spúria) — многолетнее травянистое растение, вид рода Вероника (Veronica) семейства Подорожниковые (Plantaginaceae).

## Распространение и экология
Западная Европа: Австрия (очень редка), Венгрия (к востоку от Дуная), Чехия (главным образом по реке Эльбе и кое-где восточнее), Германия (в бассейне реки Эльбы, на юге — Гарц, Тюрингия), Сербия, Румыния (главным образом Трансильвания), Болгария (в северной придунайской части), Польша (юго-восток: Люблинское воеводство); Центральная Азия: Китай (западные районы Джунгарии). На территории бывшего СССР распространена от западных границ Украины на Волыни и в Закарпатье через всю европейскую часть и Западную Сибирь до реки Оби, на Кавказе, главным образом в предгорной части по Тереку, Лабе, Баксану и другим рекам, в Казахстане по равнинам доходит до пустынь, встречается в горном Казахстане и в горах Средней Азии вплоть до западных хребтов Тянь-Шаня. Крайние восточные местонахождения на реке Чуе[уточнить]. Северная граница более-менее сплошного обитания проходит по линии Львов — Киев — Коломна — Нижний Новгород — Казань — Сарапул — Красноуфимск — Златоуст — Ялуторовск — Ишим — Тара — Новосибирск.
Произрастает на влажных и сухих лугах, в лесах, преимущественно дубовых, реже в степи и лесостепи, по склонам, по берегам речек, в разнотравно-луговых группировках. В горах Средней Азии растёт на высоте до 2500 м над уровнем моря.

## Ботаническое описание
Корневище ползучее.
Стебли высотой 30—120 см, прямые, в верхней части ветвистые, округлые или слабо четырёхгранные, коротко опушённые густыми изогнутыми волосками или голые.
Листья по 3—4 в мутовках или супротивные, слегка сероватые от густого короткого опушения, продолговатые или продолговато-ланцетные или узколанцетные, длиной 3—8 см, шириной 1—3 см, на верхушке острые, по краю зубчатые, остропильчатые или двояко-пильчатые, в верхней части цельнокрайные, суженные к обоим концам, у основания клиновидные, на коротком черешке.
Цветки собраны в верхушечные и боковые кисти, образующие метельчато-кистевидное соцветие; кисти густоватые, с более-менее расставленными цветками, удлиненные, на верхушке заострённые. Прицветники вдвое короче или почти равны цветоножкам, узколинейные или ланцетно-линейные. Чашечка длиной около 2 мм, на одну треть разделена на четыре яйцевидные, продолговато-яйцевидные, туповатые доли; венчик синий или голубой, иногда розоватый, длиной 5—6 мм; доли отгиба яйцевидные, почти равны трубке и по ширине между собой. Тычинки с яйцевидными пыльниками, превышают венчик.
Коробочка обратнояйцевидная или эллиптическая, длиной 3—4 мм, шириной 2—3 мм, вздутая, слегка сжатая, на верхушке с незначительной узкой выемкой. Семена плоские или плоско-выпуклые, длиной 0,5—0,75 мм, шириной 0,3—0,5 мм, яйцевидные.

## Таксономия
Вид Вероника ненастоящая входит в род Вероника (Veronica) семейства Подорожниковые (Plantaginaceae) порядка Ясноткоцветные (Lamiales).
|  |                                      |  |                                                             |                                                             |                          |  | ещё 21 семейство (согласно Системе APG II) | ещё 21 семейство (согласно Системе APG II) |                          |  |  |  | ещё от 300 до 500 видов |
|  |                                      |  |                                                             |                                                             |                          |  | ещё 21 семейство (согласно Системе APG II) | ещё 21 семейство (согласно Системе APG II) |                          |  |  |  | ещё от 300 до 500 видов |
|  |                                      |  |                                                             | порядок Ясноткоцветные                                      |                          |  |                                            |                                            | род Вероника             |  |  |  |                         |
|  |                                      |  |                                                             | порядок Ясноткоцветные                                      |                          |  |                                            |                                            | род Вероника             |  |  |  |                         |
|  | отдел Цветковые, или Покрытосеменные |  |                                                             |                                                             | семейство Подорожниковые |  |                                            |                                            | вид Вероника ненастоящая |  |  |  |                         |
|  | отдел Цветковые, или Покрытосеменные |  |                                                             |                                                             | семейство Подорожниковые |  |                                            |                                            |                          |  |  |  |                         |
|  |                                      |  | ещё 44 порядка цветковых растений (согласно Системе APG II) | ещё 44 порядка цветковых растений (согласно Системе APG II) |                          |  |                                            | ещё 90 родов                               | ещё 90 родов             |  |  |  |                         |
|  |                                      |  |                                                             | ещё 44 порядка цветковых растений (согласно Системе APG II) |                          |  |                                            |                                            | ещё 90 родов             |  |  |  |                         |